# 磯川勝彦
磯川 勝彦（いそかわ かつひこ、1882年5月15日 - 没年不詳）は、日本の俳優である。本名磯貝 子之助（いそがい ねのすけ）、旧芸名磯川 元春（いそがわ もとはる）。

## 人物・来歴
1882年（明治15年）5月15日、東京府東京市本郷区春木町（現在の東京都文京区本郷）に生まれる。父は「沢村源之助」で、磯川が数え年2歳（1883年）で父と死別している、とされるが、初代から三代目までの「沢村源之助」は江戸時代にすでに死去しており、四代目沢村源之助が亡くなったのは1936年（昭和11年）であり、そのとき磯川はすでに数え年55歳である。
数え年17歳のときには、父の遺志によって実業に就く。しかし磯川は演劇を志して「川上音二郎一座」に参加、翌1899年（明治32年）秋には、満17歳にして『当り的』で東京・新富座の舞台に立った。1902年（明治35年）には、「伊井蓉峰一座」に移籍した。このころ、のちに子役俳優・磯川金之助となる長男が誕生する。1914年（大正3年）には、「井上正夫一座」に移籍して同座の幹部に就任する。新派畑を歩んだ後、大阪に移り、松竹の専属俳優になり、中田正造の「新声劇」、伊川八郎・栗島狭衣の「国精劇」で剣劇の舞台に出演した。
満45歳になった1927年（昭和2年）8月、京都に移り、日活大将軍撮影所時代劇部に入社した。同年9月15日に公開された辻吉郎監督の『鳴門秘帖 最終篇』に「船大工大助」役で出演し、「磯川 元春」の名で映画界にデビューした。同撮影所はまもなく太秦に移転し、日活太秦撮影所に引き続き所属、同年10月1日に公開された池田富保監督による大作『建国史 尊王攘夷』では、安藤帯刀を演じた。
1932年（昭和7年）5月20日に公開された辻吉郎監督の『沓掛時次郎』以降、「磯川 勝彦」と改名した。組田彰造（久見田喬二）監督の『天兵童子』全4作に出演し、1941年（昭和16年）8月14日に公開された『天兵童子 第四話 甦る力』にクレジットされた満59歳以降の出演記録はなく、消息は不明である。1942年（昭和17年）1月27日、戦時統合によって設立した大映に参加した様子はない。1979年（昭和54年）10月23日に発行された『日本映画俳優全集・男優編』によれば、同誌執筆の時点では、すでに死去したものとされている。また、1940年（昭和15年）に日活太秦撮影所の撮影所長だった池永浩久の発願によって、京都市上京区にある法輪寺に映画関係者400名余りの霊牌が奉祀されたが、その中に磯川の名前も刻銘されている。没年不詳。

## フィルモグラフィ
すべてクレジットは「出演」である。役名のわかるものは公開日の右側に記し、東京国立近代美術館フィルムセンター（NFC）所蔵等の上映用プリントの現存状況についても記す。「磯川元春」名義のもののみ、その旨を明記した。

### 日活太秦撮影所
特筆以外すべて製作は「日活太秦撮影所」、配給は「日活」である。すべてサイレント作品である。
- 『鳴門秘帖 最終篇』 : 監督辻吉郎、「磯川元春」名義、1927年9月15日公開 - 船大工大助
- 『建国史 尊王攘夷』 : 監督池田富保、「磯川元春」名義、1927年10月1日公開 - 安藤帯刀
- 『神文』 : 監督辻吉郎、「磯川元春」名義、1927年10月21日公開 - 忠僕金助
- 『浪人笠』 : 監督清瀬英次郎、「磯川元春」名義、1927年11月25日公開 - 藤の屋喜蔵
- 『忠次旅日記 御用篇』（『忠次旅日記 忠次御用篇』） : 監督伊藤大輔、「磯川元春」名義、1927年12月27日公開 - 沢田屋喜兵衛、3作再編集版106分が現存（NFC所蔵[7]）
- 『叛旗』 : 監督志波西果、「磯川元春」名義、1928年1月7日公開
- 『続水戸黄門』 : 監督池田富保、「磯川元春」名義、1928年4月15日公開 - おみつ父要蔵
- 『江藤新平』 : 監督志波西果、「磯川元春」名義、1928年6月21日公開 - 英雄崇拝狂 乙
- 『緋鹿子草紙』 : 監督高橋寿康、「磯川元春」名義、1928年8月31日公開 - 八百屋久七（主演）
- 『維新の京洛 竜の巻 虎の巻』 : 監督池田富保、「磯川元春」名義、1928年9月27日公開 - 池田屋惣兵衛
- 『落花剣光録 第一篇』 : 監督清瀬英次郎、「磯川元春」名義、1928年12月13日公開 - 半九郎
- 『落花剣光録 第二篇』 : 監督清瀬英次郎、「磯川元春」名義、1929年1月20日公開 - 半九郎
- 『赤垣源蔵』 : 監督池田富保、「磯川元春」名義、1929年2月15日公開 - 常平
- 『英傑秀吉』 : 監督池田富保、「磯川元春」名義、1929年3月31日公開 - 百姓吾作
- 『落花剣光録 第三篇』 : 監督清瀬英次郎、「磯川元春」名義、1929年5月3日公開 - 半九郎
- 『沓掛時次郎』 : 監督辻吉郎、「磯川元春」名義、1929年6月14日公開 - 八丁礫伝兵衛
- 『修羅城 水星篇 火星篇』 : 監督池田富保、「磯川元春」名義、1929年10月1日公開 - 天海僧正
- 『吉五郎懺悔』 : 監督清瀬英次郎、「磯川元春」名義、1929年12月13日公開 - さいころ松
- 『旗本風流陣』 : 監督仏生寺弥作、「磯川元春」名義、1930年1月23日公開 - 常盤次郎左衛門
- 『貝殻一平 第一篇』 : 監督清瀬英次郎・岡田敬、「磯川元春」名義、1930年2月7日公開 - 久米川帯刀
- 『貝殻一平 第二篇』 : 監督清瀬英次郎・岡田敬、「磯川元春」名義、1930年2月7日公開 - 久米川帯刀
- 『元禄快挙 大忠臣蔵 天変の巻 地動の巻』 : 監督池田富保、「磯川元春」名義、1930年4月1日公開 - 芝山甚兵衛、現存（NFC所蔵[7]）
- 『花戦』 : 監督高橋寿康、「磯川元春」名義、1930年5月9日公開 - 篠田主計介（主演）
- 『鬼鹿毛若衆』 : 監督池田富保、「磯川元春」名義、1930年8月15日公開 - 本庄助太夫
- 『股旅しぐれ』 : 監督辻吉郎、「磯川元春」名義、1930年9月5日公開 - 木更津の文三
- 『猿飛佐助 恋愛篇』 : 監督岡田敬、「磯川元春」名義、1930年11月28日公開 - 猿飛吉右衛門
- 『十四郎御用篇』 : 監督辻吉郎、「磯川元春」名義、1930年11月28日公開 - 及川道右衛門
- 『忠直卿行状記』 : 監督池田富保、製作片岡千恵蔵プロダクション、配給日活、「磯川元春」名義、1930年12月5日公開 - 佐原藤右衛門
- 『浪人と阿片』 : 監督渡辺邦男、「磯川元春」名義、1931年1月15日公開 - 高利貸甚兵衛
- 『女狼』 : 監督深川ひさし、「磯川元春」名義、1931年2月6日公開 - その父・清兵衛
- 『幻の花嫁』 : 監督渡辺邦男、「磯川元春」名義、1931年2月20日公開 - 渡し守平助
- 『天魔』 : 監督高橋寿康、「磯川元春」名義、1931年2月20日公開 - 百姓作造
- 『紅蝙蝠 後篇』 : 監督田中都留彦、「磯川元春」名義、1931年5月1日公開 - 新藤五右衛門
- 『御家人くずれ』 : 監督辻吉郎、「磯川元春」名義、1931年5月8日公開 - 真垣弥左衛門
- 『荒木又右衛門』 : 監督辻吉郎、「磯川元春」名義、1931年5月15日公開 - 渡辺靭負
- 『殉教血史 日本二十六聖人』 : 監督池田富保、「磯川元春」名義、1931年10月1日公開 - フランシスコ那須祐伯、現存（NFC所蔵[7]）
- 『冬木心中』 : 監督辻吉郎、製作片岡千恵蔵プロダクション、配給日活、「磯川元春」名義、1931年10月23日公開 - 父平左衛門
- 『水野十郎左衛門』 : 監督清瀬英次郎、製作片岡千恵蔵プロダクション、配給日活、「磯川元春」名義、1931年12月31日公開 - 忠兵衛
- 『小笠原騒動 鬼奴岡田良介』 : 監督池田富保、「磯川元春」名義、1932年1月29日公開 - 月本主膳
- 『沓掛時次郎』 : 監督辻吉郎、1932年5月20日公開 - 八丁畷徳兵衛
- 『冷飯十万石』 : 監督池田富保、1932年5月27日公開 - 大工棟梁彦四郎
- 『彦左の一本槍』 : 監督池田富保、1932年7月22日公開 - 酒井讃岐守
- 『平十郎小判』 : 監督マキノ正博、「磯川元春」名義、1932年8月11日公開 - 十兵衛
- 『勤王田舎噺』 : 監督益田晴夫、「磯川元春」名義、1932年9月8日公開 - 関伴左衛門
- 『三万両五十三次 江戸明暗篇』 : 監督辻吉郎、「磯川元春」名義、1932年10月27日公開 - 西平造
- 『隠密七生記 静中動篇』 : 監督清瀬英次郎、1932年11月10日公開 - 鳴瀬志摩守
- 『隠密七生記 動中静篇』（『隠密七生記 完結篇』）  : 監督清瀬英次郎、1933年1月10日公開 - 鳴瀬志摩守[9]
- 『長脇差風景』 : 監督犬塚稔、1933年2月15日公開 - 六兵衛
- 『伊庭八郎』 : 監督荒井良平、1933年3月8日公開 - 養父軍兵衛
- 『万太郎暴風雨』 : 監督辻吉郎、1933年3月15日公開 - 藤沼庄左衛門
- 『大盗甚内数奇帖』 : 監督渡辺邦男、1933年4月6日公開 - 幕屋大休
- 『薩摩飛脚 剣光愛欲篇』 : 監督山中貞雄、1933年4月13日公開 - 伊庭玄章
- 『三万両五十三次 道中活殺篇』 : 監督清瀬英次郎、「磯川元春」名義、1933年7月6日公開 - 西平造
- 『三万両五十三次 京洛解決篇』 : 監督清瀬英次郎、1933年7月13日公開 - 茜の半造
- 『峠三里』 : 監督犬塚稔、1933年8月17日公開 - 亭主
- 『月形半平太』 : 監督伊藤大輔、1933年8月31日公開 - 仏師宗兵衛
- 『男才兵衛一生旅』 : 監督清瀬英次郎、1933年9月15日公開 - 燗酒屋佐兵衛[10]
- 『陣屋の正太郎』 : 監督辻吉郎、1934年1月26日公開 - 岡沢屋孫蔵
- 『ちりめん供養』 : 監督池田富保、1934年3月15日公開 - 松島屋藤蔵

### 日活京都撮影所
特筆以外すべて製作は「日活京都撮影所」（「日活太秦撮影所」を改称したもの、場所・施設は同一）、配給は「日活」である。
- 『忠臣蔵 刃傷篇 復讐篇』 : 監督伊藤大輔、1934年5月17日公開 - 切腹御上司
- 『雨の佐太郎船』 : 監督池田富保、1934年8月1日公開 - 父清兵衛
- 『槍供養』 : 監督辻吉郎、1934年9月23日公開 - 用人嘉右衛門
- 『流星』 : 監督西原孝、1934年9月24日公開 - 父帯刀（旗本）
- 『国定忠次』 : 監督山中貞雄、1935年2月28日公開 - その老僕
- 『仇討大乗峠』 : 監督尾形十三男、1935年3月21日公開 - 田崎完之進
- 『剣雲薩摩歌』 : 監督池田富保、1935年4月18日公開 - 父金左衛門
- 『丹下左膳余話 百万両の壺』 : 監督山中貞雄、1935年6月15日公開 - 峰丹波、現存（NFC所蔵[8]）
- 『無宿旅合羽』 : 監督菅沼完二、1935年6月22日公開
- 『清水次郎長』 : 監督池田富保、製作太秦発声映画、配給日活、1935年8月1日公開
- 『突っかけ侍』 : 監督荒井良平、「磯川元春」名義、1935年8月25日公開 - 本田左文太
- 『新版やくざ草紙 逃げ水の弥三』 : 監督久見田喬二、1935年9月12日公開 - 潜流軒
- 『大菩薩峠 第一篇 甲源一刀流の巻』 : 監督稲垣浩、応援監督山中貞雄・荒井良平、1935年11月15日公開 - 逸見利恭、現存（NFC所蔵[8]）
- 『怪盗白頭巾 前篇』 : 監督山中貞雄、1935年12月31日公開 - 杵住弥兵衛
- 『怪盗白頭巾 後篇』 : 監督山中貞雄、1936年1月15日公開 - 杵住弥兵衛
- 『極楽武勇伝』 : 監督久見田喬二、1936年1月24日公開 - 唐琴屋藤兵衛[11]
- 『大久保彦左衛門 第一篇』 : 監督清瀬英次郎、製作日活・太秦発声映画、配給日活、1936年1月30日公開 - 佐々鉄心斎
- 『馬追ひ人生 上州篇』 : 監督池田富保、製作太秦発声映画、配給日活、1936年5月14日公開 - 田原安右衛門
- 『勘太郎月の唄』 : 監督荒井良平、1936年5月21日公開 - 彦兵衛
- 『海鳴り街道』 : 監督山中貞雄、1936年8月14日公開 - 新助の父・東左衛門
- 『お祭り佐七』 : 監督池田富保、1936年9月1日公開 - 青木屋才兵衛
- 『栗山大膳』 : 監督池田富保、1936年11月12日公開 - 大音頼母
- 『森の石松』 : 監督山中貞雄、1937年3月19日公開 - 大瀬の半五郎
- 『唐人お吉 黒船情話』 : 監督池田富保、1937年6月17日公開 - 棟梁兼五郎
- 『恋山彦 風雲の巻』 : 監督マキノ正博、1937年7月14日公開 - 八橋検校、現存（NFC所蔵[8]）
- 『恋山彦 怒濤の巻』 : 監督マキノ正博、1937年8月11日公開 - 八橋検校、現存（NFC所蔵[8]）
- 『曠原の魂』 : 監督稲垣浩、1937年9月1日公開 - 舞鶴九助
- 『妖棋伝 前篇』 : 監督マキノ正博、1937年10月1日公開 - 駒師忠兵衛
- 『血煙高田の馬場』 : 監督マキノ正博・稲垣浩、1937年12月31日公開 - 伊勢屋の主人、現存（NFC所蔵[8]）
- 『白浪五人男』 : 監督荒井良平、1938年1月7日公開 - 浜松屋幸兵衛
- 『無法者銀平』 : 監督稲垣浩、1938年1月14日公開 - 歩右衛門
- 『忠臣蔵 地の巻』 : 監督池田富保、1938年3月31日公開 - 三島本陣亭主 三国屋幸右衛門、現存（NFC所蔵[8]）
- 『忠臣蔵 天の巻』 : 監督マキノ正博、1938年3月31日公開 - 三島本陣亭主 三国屋幸右衛門、現存（NFC所蔵[8]）
- 『忠次小守唄』 : 監督マキノ正博、1938年5月12日公開 - 沢田屋喜兵衛
- 『次郎長一家』 : 監督松田定次、1938年5月21日公開 - 丹羽屋伝兵衛
- 『地獄の蟲』 : 監督稲垣浩、1938年10月6日公開 - 巡礼弥兵衛
- 『続水戸黄門廻国記』 : 監督池田富保、1938年10月13日公開 - 藤助
- 『赤垣源蔵』 : 監督池田富保、1938年11月17日公開 - 老僕常平
- 『魔像』 : 監督稲垣浩、1938年12月31日公開 - 伊豆屋五兵衛
- 『右門捕物帖 拾万両秘聞』 : 監督荒井良平、1939年1月5日公開 - 本多平助
- 『続魔像 茨右近』 : 監督稲垣浩、1939年1月14日公開 - 伊豆屋五兵衛
- 『股旅の唄』 : 監督松田定次、1939年3月23日公開 - 藤堂和泉守
- 『王政復古 担龍篇 双虎篇』 : 監督池田富保、1939年3月30日公開 - 菱屋新助
- 『三味線武士』 : 監督衣笠十四三、1939年11月15日公開 - 立川左門、現存（NFC所蔵[8]）
- 『連獅子供養』 : 監督国木田三郎、1940年2月15日公開 - 西川扇蔵
- 『右門捕物帖 金色の鬼』 : 監督丸根賛太郎、1940年3月7日公開 - 呉服屋の主人
- 『名月赤城山』 : 監督組田彰造（久見田喬二）、1940年3月26日公開 - 忠治の父・忠右衛門
- 『宮本武蔵 第一部 草分の人々 第二部 栄達の門』 : 監督稲垣浩、1940年3月31日公開 - 念仏太左衛門
- 『宮本武蔵 剣心一路』 : 監督稲垣浩、1940年4月18日公開 - 念仏の太左衛門
- 『大楠公』 : 監督池田富保、1940年6月16日公開 - 今出川兼季卿
- 『血煙神田祭』 : 監督菅沼完二・田崎浩一、1940年8月8日公開 - 太兵衛
- 『護国の鬼』 : 監督松田定次・倉谷勇、1940年9月5日公開 - 仏師宗兵衛
- 『めくら笛』 : 監督田崎浩一、1940年9月19日公開 - 源太
- 『剣光桜吹雪』 : 監督菅沼完二、1941年1月1日公開 - 和田尽後守、現存[12]
- 『天兵童子 第一話 幼き英雄』 : 監督組田彰造（久見田喬二）、1941年5月11日公開 - 銅人
- 『天兵童子 第二話 日本の子』 : 監督組田彰造（久見田喬二）、1941年6月1日公開 - 銅人
- 『天兵童子 第三話』 : 監督組田彰造（久見田喬二）、1941年6月19日公開 - 銅人
- 『天兵童子 第四話 甦る力』 : 監督組田彰造（久見田喬二）、1941年8月14日公開 - 銅人